# Körchow
Körchow è una località del comune di Wittenburg nel Meclemburgo-Pomerania Anteriore, in Germania.
Appartiene al circondario (Kreis) di Ludwigslust-Parchim (targa LWL) ed è parte della comunità amministrativa (Amt) di Wittenburg.
Già comune autonomo, il 25 maggio del 2014 è stato accorpato al comune di Wittenburg.